# Philip Wolfe
Philip Starr „Phil“ Wolfe (* 11. August 1927 in San Francisco; † 29. Dezember 2016) war ein US-amerikanischer Mathematiker, der sich mit Mathematischer Optimierung und Operations Research befasste.
Wolfe studierte unterbrochen vom Militärdienst an der University of California, Berkeley, an der er seinen Bachelor-Abschluss in Mathematik und Physik 1948 und Master-Abschluss erwarb und 1954 bei Edward William Barankin über Spieltheorie promoviert wurde. Schon 1951 war er für einen Sommer-Job in einer von George Dantzig geleiteten Operations Research Gruppe der U.S. Air Force (die zuvor Pläne für die Logistik der Berliner Luftbrücke erstellt hatte). Ab 1954 war er Instructor an der Princeton University und am Institute for Advanced Study, wo er an Verallgemeinerungen der Linearen Programmierung und quadratischer und nichtlinearer Optimierung arbeitete. Mit Margerite Frank entstand dort der Frank-Wolfe-Algorithmus für konvexe Optimierung. Er versuchte sich auch in Programmierung des IAS Computers, der aber Mitte der 1950er Jahre noch binär programmiert werden musste, und war deshalb, wie Wolfe in einem Oral History Interview schilderte, für die Zwecke von Wolfe wenig brauchbar. 1957 ging er an die Rand Corporation in Santa Monica, wo er mit George Dantzig arbeitete (Dantzig-Wolfe-Zerlegung). Er programmierte Probleme der Linearen Optimierung als Nachfolger von William Orchard-Hays (an der Johnniac und auf einer IBM 704). Als Programmierer führte er bei Rand die ersten Fortran-Programme ein und arbeitete unter anderem am Diäten-Problem von George Stigler (Zutaten für eine Diät mit minimalen Kosten) mit Anwendungen in der Landwirtschaft. 1965 war er freischaffend bei IBM in Zürich und der Rand Corporation. Ab 1966 war er am IBM Thomas J. Watson Research Center, wo er ab 1968 stellvertretender Leiter der mathematischen Forschung war. Außerdem war er 1968 bis 1977 Professor an der Columbia University.
1992 erhielt er den John-von-Neumann-Theorie-Preis. 1978 bis 1980 war er Vorstand der Mathematical Programming Society. Er war Fellow der American Association for the Advancement of Science.
Er war seit 1968 mit Hallie Flanigan verheiratet und hatte eine Tochter.

## Schriften
- mit George Dantzig: Decomposition Principle for Linear Programs, Operations Research, Band 8, 1960, S. 101–111.
- mit Marguerite Frank: An algorithm for quadratic programming, Naval Research Logistics Quarterly, Band 3, 1956, S. 95